# Сацура, Николай Владимирович
Никола́й Влади́мирович Сацу́ра (бел. Мікалай Уладзіміравіч Сацура; 2 июня 1952, Погост, Полесская область — 20 июня 2024) — советский и белорусский музыкант, композитор и аранжировщик. Заслуженный деятель искусств Республики Беларусь (1997). Музыкальный руководитель ансамбля «Сябры» (1974—1976, 1981—2024).

## Биография
Окончил:
- Гомельское музыкальное училище им. Соколовского (1971) и
- Минский институт культуры (1987).

С января 1974 года участник ансамбля «Сябры»: вокалист, клавишные, композитор, аранжировщик, композитор и виртуозный музыкант, автор многих популярных песен, основной аранжировщик всех программ ансамбля «Сябры».
Среди песен, автором которых был Николай Сацура, много шлягеров ансамбля «Сябры»: «Живая вода», «Раздолье», «Сеновал», «Каляды», «Калина», «Переживём», «Сцежкі», «Соперница», «Моя родня», «Давняя песня», «Звезда вечерняя». Всего написал более трёх сотен песен.
В 2005 году за личный вклад в развитие национальной культуры, пропаганду белорусского музыкального искусства Благодарность Президента Республики Беларусь объявлена артистам высшей категории ансамбля «Сябры» Белорусской государственной ордена Трудового Красного Знамени филармонии Николаю Сацуре и Ольге Ярмоленко. Соответствующее Распоряжение 28 ноября подписал Глава государства.
С 2006 года — член союза композиторов Республики Беларусь.
В 2008 году Президент Республики Беларусь Александр Лукашенко отметил государственными наградами: медалью «Франциска Скорины» награждён композитор Николай Сацура, а ансамблю «Сябры» присвоено звание «Заслуженный коллектив Республики Беларусь».
Скончался 20 июня 2024 года на 73-м году жизни.

## Личная жизнь
Сын Станислав Сацура (род. 1982) — белорусский музыкант, певец и саунд-продюсер.
Дочь — Ольга Сацура.